# هي وهو (فلم)
هي وهو (بالفرنسية: Elle et Lui) فيلم دراما نفسية تونسي من إخراج إلياس بكار، أنتج عام 2004.

## الحبكة
تبدأ قصة الفيلم ذات ليلة شتوية، عاصفة وممطرة مع طالب شاب يعاني الإحباط، انغلق على نفسه بين كتبه وأوراقه، واختار أن يعيش منعزلاً في شقة صغيرة كئيبة. انقطع طيلة أشهر عن العالم الخارجي، رافضاً مواجهة الحياة والواقع، مفضّلاً البقاء منفرداً بلا تلفزيون، ولا هاتف، ولا كمبيوتر، وحتى الراديو أصابه عطب.
في تلك الليلة تطرق «هي» على باب شقته في ساعة متأخرة، فيصدها ويطلب منها الرحيل فتصر على الدخول إلى الشقة، ونجحت في أن تقتحم عليه عزلته محاولةً إنقاذه، من خلال استفزازه حينا واغرائه في أحيان أخرى لإعادته إلى الواقع، ودفعه ليكون إيجابياً قادراً على التعبير عما يخالج نفسه واكتشاف ذاته.

## الممثلون
- محمد علي بن جمعة بدور هو[2]
- أنيسة داود بدور هي[2]

## الإنتاج
هذا العمل هو أول فيلم روائي طويل للمخرج التونسي إلياس بكار، وشارك في الدورة الأولى لمهرجان أفلام المرأة بالقاهرة. يعتبر هو وهي من أفلام المكان الواحد حيث يدور كله في شقة مغلقة، لا وجود فيه لحكاية أو لأحداث متسلسلة، وإنما الشريط بأكمله عبارة عن حوار دسم وثري بين امرأة ورجل.
ترى الممثلة أنيسة داود التي تجسد دور هي في الفيلم: أن البطل أراد أن يدفن نفسه حياً، وهو يعتقد أن وحدته ليست مدمرة، بل هو اختارها بسبب ما تعرض له من اضطهاد اجتماعي، وقد حاولت الفتاة أن تتواصل معه عبر الحوار الفكري ولكن دون جدوى.

## رمزية الفيلم
يرى بعض النقاد السينمائيين، أن الفيلم يصور في بعده الرمزي الحالة التي وصل إليها العرب من عجز ويأس ورغبة في الموت وجلد الذات، والمخرج نفسه فسر منطلقات فيلمه، مؤكداً أنه لا يمكن معالجة المشكل الجماعي إلا انطلاقاً من معالجة ذواتنا، لأن الفرد جزء من المجموعة.
يقول المخرج إلياس بكار إن الشاب يمكن اعتباره فكرة أكثر منه شخصاً، وأن الحوار في الفيلم يخاطب المتفرج، وتذهب الممثلة أنيسة داود، بطلة الفيلم، إلى القول يمكن تخيل أنه لا وجود لامرأة في الحقيقة دخلت إلى شقة الشاب، وأن الحوار الذي يدور بينهما يمكن أن يكون حواراً بين الإنسان ونفسه، وانّ هي كانت مجرد خيال وسراب، وربما هي، تمثل الجانب الأنثوي في الرجل.
وهناك قراءة للفيلم تصنفه ضمن السينما الذهنية، على غرار المسرح الذهني عند توفيق الحكيم في مسرحياته بيغماليون وأهل الكهف وغيرها، ولما سئل المخرج إن كان تأثر بمسرحية شهرزاد للحكيم، أجاب بأنه لم يطالعها، ولكنه يعترف بأنه متأثر بمسرح بيكات وبأفلام تاراكوفسكي.

## الجوائز
عُرض الفيلم في المهرجان السادس للسينما الفرنكوفونية في المغرب وفاز بجائزة لجنة النقاد.